# キップフェル

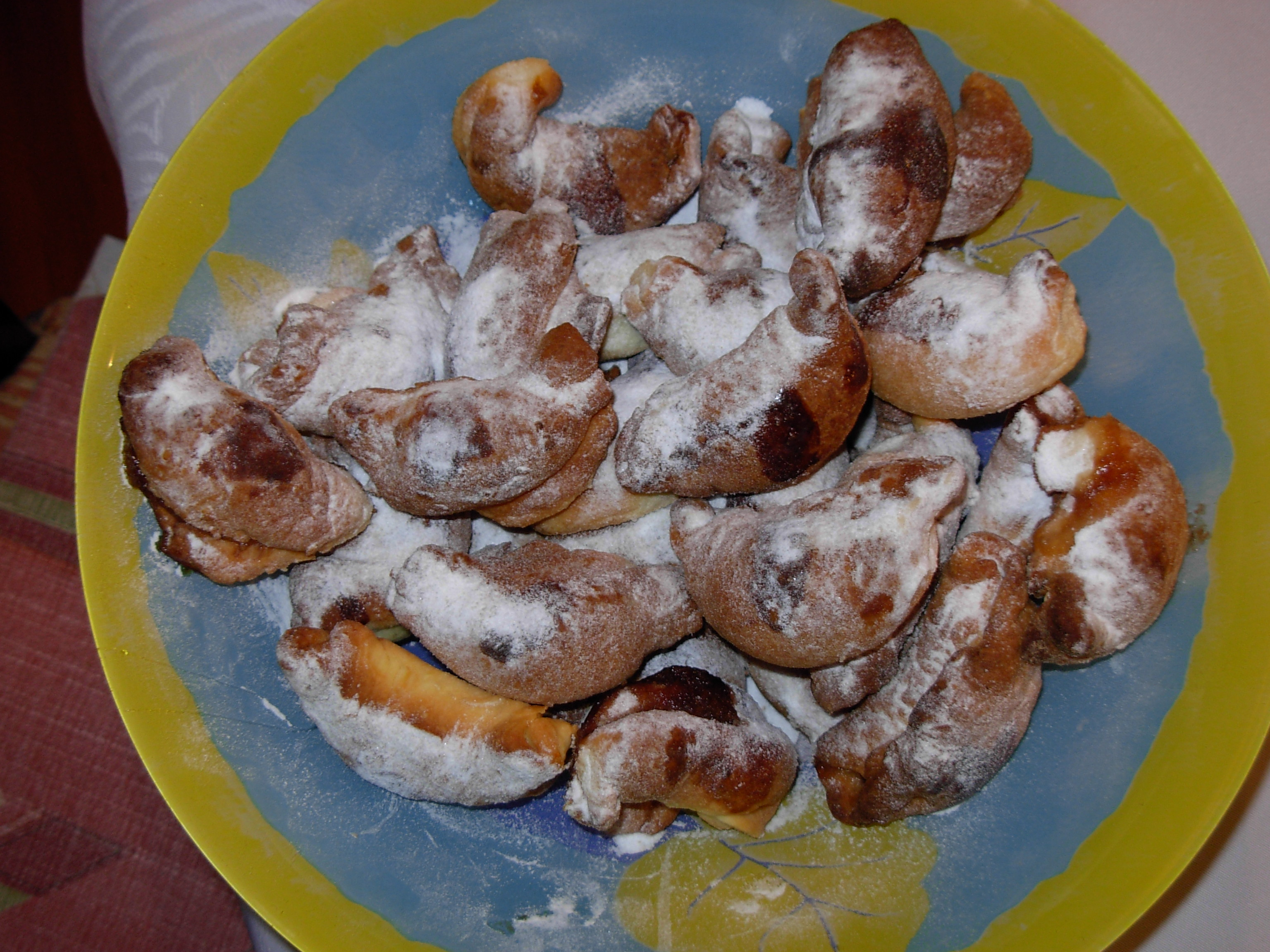
キップフェル

キップフェル（ドイツ語: Kipferl, Kipfel）とはドイツやオーストリアの伝統的な焼き菓子、もしくはパン。いずれも三日月型をしており、クロワッサンと同じトルコ軍にまつわる逸話を持つ。

## 由来
1683年にトルコ軍の包囲を打ち破ったウィーンで、トルコの国旗の三日月になぞらえて作られた。1770年にマリー・アントワネットがオーストリアからフランスに嫁いだ時にキップフェルを作るパン職人をいっしょに連れて行き、キップフェルはパリ市民に知られるところとなり、20世紀になってパイ生地のようにバターを用いるクロワッサンとなった。
以上のような逸話が知られるが、「三日月型のパン」は第二次ウィーン包囲以前からオーストリアで伝統的に食されていた。1227年にレオポルト公が贈られたクリスマスのごちそうの一つとして三日月型のパンの記録がある。三日月型のパンやペストリーは、月の女神セレーネへの供物として提供されていたと考えられている。

## 菓子としてのキプフェル
ヘーゼルナッツパウダーや薄力粉、コーンスターチなどで作られる。たまご、砂糖、牛乳などを入れ、クッキー、もしくはリッチ系のパン生地にして焼き上げる。中にフィリングを挟むこともある。クリスマスに近い待降節の時期にはバニレキプフェル（Vanillekipferl）を作る習慣がある。

## パンとしてのキプフェル
クロワッサンの原型ともいわれるが、オーストリアではバターは使わないリーン系のあっさりしたパンである。南ドイツ、スイス近辺ではクロワッサンのこともキップフェルと呼ぶ。濃い味のハムなどを挟んだり、スープに浸して食べる。